# اسکناس دلار هنگ کنگ
اسکناس دلار هنگ کنگ (به انگلیسی: Banknotes of the Hong Kong dollar) (به زبان بومی: 港元) با کد ایزوی HKD، یکای پول رایج در کشور هنگ کنگ است. مسئولیت کنترل این واحد پولی برعهدهٔ مرجع پولی هنگ کنگ قرار دارد.